# UCI Africa Tour 2020
UCI Africa Tour 2020 – 16. edycja cyklu wyścigów UCI Africa Tour, która odbyła się od października 2019 do marca 2020.
Seria UCI Africa Tour, podobnie jak pozostałe cykle kontynentalne (UCI America Tour, UCI Asia Tour, UCI Europe Tour, UCI Oceania Tour), powstała w 2005 jako zaplecze dla utworzonego w tym samym czasie UCI ProTour (później przekształconego w UCI World Tour). W 2020 odbyła się pierwsza edycja cyklu UCI ProSeries utworzonego jako drugi poziom wyścigów z kalendarza UCI, w związku z czym UCI Africa Tour, podobnie jak pozostałe cykle kontynentalne, od sezonu 2020 stała się trzecim poziomem zmagań w kalendarzu UCI.
Zgodnie z przepisami UCI sezon 2020 rozpoczął się dzień po gali kończącej sezon UCI World Tour (miała ona miejsce 22 października 2019), w związku z czym wyścigi odbywające się jeszcze w roku kalendarzowym 2019, ale już po 22 października 2019, były zaliczane do sezonu 2020 – w przypadku UCI Africa Tour przypadek ten dotyczył dwóch wyścigów: Tour du Faso, który rozpoczynał UCI Africa Tour 2020 (rozgrywany od 25 października 2019 do 3 listopada 2019) oraz Tour du Sénégal (od 10 do 17 listopada 2019).
Cykl UCI Africa Tour w sezonie 2020 objął cztery wyścigi (po dwa jednodniowe i dwa wieloetapowe), rozgrywane między 25 października 2019 a 1 marca 2020, a dziewięć z początkowo planowanych w kalendarzu zawodów cyklu zostało odwołanych.

## Kalendarz
Opracowano na podstawie:
| UCI Africa Tour 2020               | UCI Africa Tour 2020 | UCI Africa Tour 2020      | UCI Africa Tour 2020 | UCI Africa Tour 2020                                   | UCI Africa Tour 2020                        | UCI Africa Tour 2020                       | UCI Africa Tour 2020 |
| Data                               | Państwo              | Wyścig                    | Kat.                 | Zwycięzca                                              | Drugie miejsce                              | Trzecie miejsce                            |                      |
| ---------------------------------- | -------------------- | ------------------------- | -------------------- | ------------------------------------------------------ | ------------------------------------------- | ------------------------------------------ | -------------------- |
| 25 października – 3 listopada 2019 | Burkina Faso         | Tour du Faso              | 2.2                  | Dário António (BAI-Sicasal-Petro de Luanda)            | Bruno Araújo (BAI-Sicasal-Petro de Luanda)  | Jonas Döring (Meubles Descartes)           |                      |
| 10 – 17 listopada 2019             | Senegal              | Tour du Sénégal           | 2.2                  | Didier Munyaneza (Benediction–Excel Energy)            | Hermann Keller (Embrace The World Cycling)  | Marek Čanecký (Dukla Banská Bystrica)      |                      |
| 20 – 26 stycznia 2020              | Gabon                | La Tropicale Amissa Bongo | 2.1                  | Jordan Levasseur (Natura4Ever-Roubaix Lille Métropole) | Natnael Tesfatsion (Erytrea)                | Emmanuel Morin (Cofidis)                   |                      |
| 23 lutego – 1 marca 2020           | Rwanda               | Tour du Rwanda            | 2.1                  | Natnael Tesfatsion (Erytrea)                           | Moïse Mugisha (SKOL Adrien Cycling Academy) | Patrick Schelling (Israel Start-Up Nation) |                      |